# Harry Mestayer
Harry Mestayer (New York, febbraio 1876 – New York, 22 gennaio 1958) è stato un attore statunitense del muto.
Proveniente del teatro, figlio di attori, cominciò a lavorare nel cinema a metà degli anni dieci del Novecento.

## Filmografia
- Stop Thief!, regia di George Fitzmaurice (1915)
- The Millionaire Baby, regia di Lawrence Marston e (non accreditato) Thomas N. Heffron (1915)
- The House of a Thousand Candles, regia di Thomas N. Heffron (1915)
- The Bridge of Time, regia di Frank Beal - cortometraggio (1915)
- I'm Glad My Boy Grew Up to Be a Soldier, regia di Frank Beal - mediometraggio (1915)
- The Buried Treasure of Cobre, regia di Frank Beal - cortometraggio (1916)
- The Dragnet, regia di Frank Beal - cortometraggio (1916)
- Her Dream of Life, regia di Frank Beal - cortometraggio (1916)
- A Social Deception, regia di Thomas N. Heffron - cortometraggio (1916)
- Wives of the Rich, regia di Thomas N. Heffron - cortometraggio (1916)
- The Woman Who Did Not Care, regia di Frank Beal - cortometraggio (1916)
- Badgered, regia di Thomas N. Heffron - cortometraggio (1916)
- The Hare and the Tortoise, regia di William Robert Daly - cortometraggio (1916)
- The Sacrifice, regia di Frank Beal - cortometraggio (1916)
- The Gold Ship, regia di Frank Beal - cortometraggio (1916)
- The Far Country, regia di Frank Beal - cortometraggio (1916)
- High Tide, regia di Gilbert P. Hamilton (1918)
- The Atom, regia di Frank Borzage (1918)
- Wife or Country, regia di E. Mason Hopper (1918)
- False Gods, regia di Wally Van (1919)
- The Acquittal, regia di Clarence Brown (1923)
- Black Oxen, regia di Frank Lloyd (1923)
- Flapper Wives, regia di Justin H. McCloskey e Jane Murfin (1924)
- Unguarded Women, regia di Alan Crosland (1924)
- La porta chiusa (The Locked Door), regia di George Fitzmaurice (1929)
- The Skull Murder Mystery, regia di Joseph Henabery - cortometraggio (1932)